# Campionati mondiali di ginnastica ritmica 2002
I XXV Campionati mondiali di ginnastica ritmica si sono svolti a New Orleans, negli Stati Uniti d'America, dal 10 al 14 luglio 2002.
In questa edizione si assegnarono unicamente i titoli per i gruppi.

## Risultati
| Evento                     | Oro            | Argento            | Bronzo             |
| Gruppo (5 nastri)          | Ucraina 23,325 | Russia 22,950      | Grecia 22,650      |
| Gruppo (3 funi, 2 palle)   | Grecia 24,450  | Bulgaria 23,600    | Bielorussia 23,500 |
| Gruppo (concorso completo) | Russia 49,050  | Bielorussia 47,675 | Grecia 47,400      |

## Medagliere
| Pos. | Nazione     | Oro | Argento | Bronzo | Totale |
| 1    | Russia      | 1   | 1       | 0      | 2      |
| 2    | Grecia      | 1   | 0       | 2      | 3      |
| 3    | Ucraina     | 1   | 0       | 0      | 1      |
| 4    | Bielorussia | 0   | 1       | 1      | 2      |
| 5    | Bulgaria    | 0   | 1       | 0      | 1      |